# Yazid Zerhouni

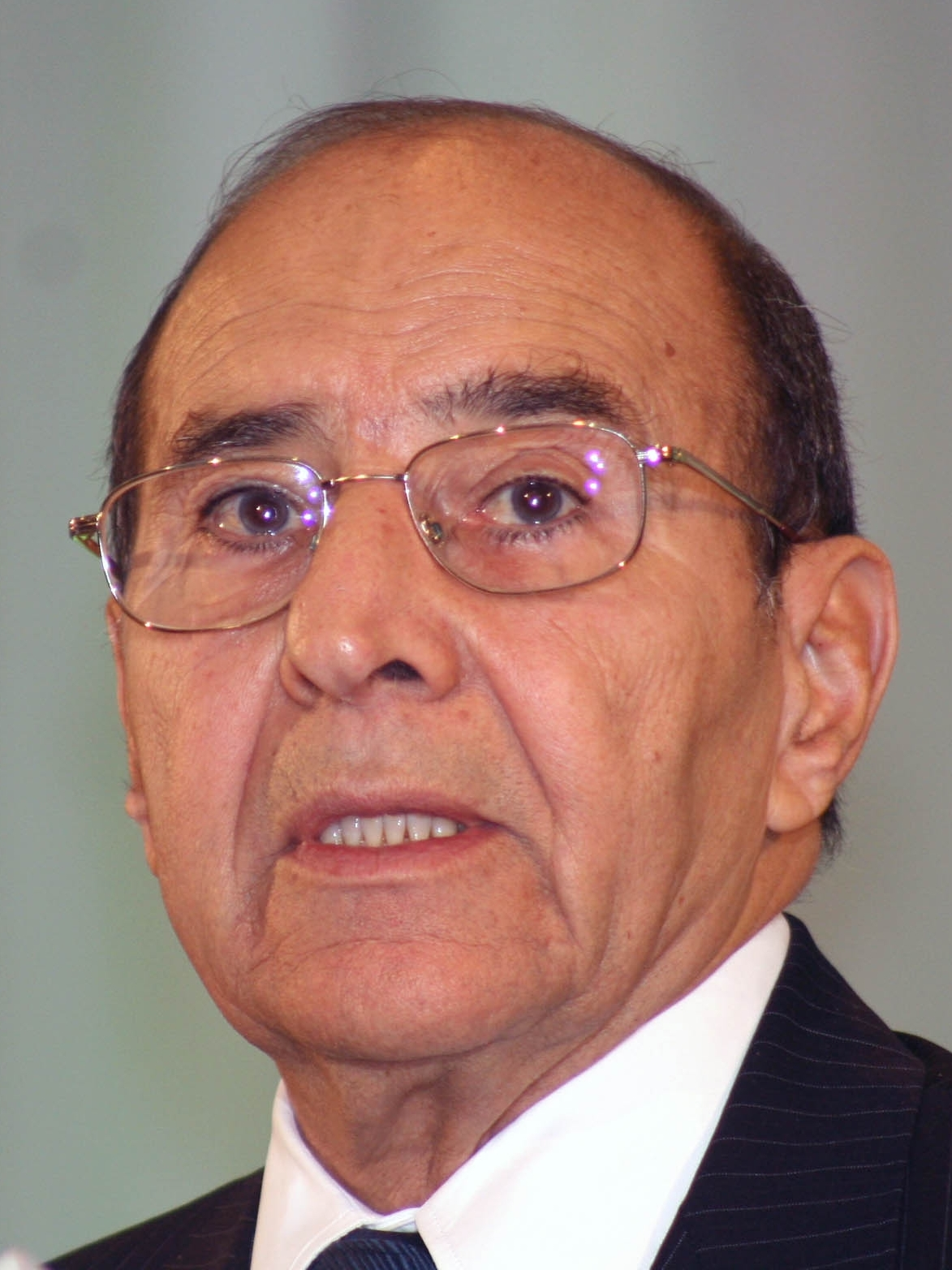
Yazid Zerhouni, 2017

Noureddine Yazid Zerhouni (arabisch نور الدين يزيد زرهوني, DMG Nūr ad-dīn Yazīd Zarhūniyy; * 5. September 1937 in Tunis; † 18. Dezember 2020 in Aïn Naâdja, Algier) war ein algerischer Politiker und Diplomat.

## Leben
Mitte der 1970er Jahre arbeitete er beim algerischen Nachrichtendienst und wurde Ende der 1970er Jahre bis 1982 Chef des Nachrichtendienstes. Anschließend wurde Zerhouni Botschafter Algeriens in den USA, Japan und Mexiko. Präsident Abd al-Aziz Bouteflika ernannte ihn 1999 zum Staatsminister und Minister des Inneren. Dieses Amt übte er bis zum Jahr 2010 aus.

## Ehrungen
2018 wurde ihm der Große Orden der Aufgehenden Sonne am Band verliehen.